# حمله پهپادی ۲۰۲۴ حزب‌الله به بنیامینا
در ۱۳ اکتبر ۲۰۲۴، یک پهپاد که توسط حزب‌الله از لبنان به پرواز درآمده بود، موشکی را به سمت پادگان زاریتِ تیپ گولانی نیروی دفاعی اسرائیل در نزدیکی شهر بنیامینا، اسرائیل، شلیک کرد. طبق اعلام نیروهای دفاعی اسرائیل، این حمله منجر به زخمی شدن ۵۸ پرسنل نظامی شد که حداقل ۴ نفر کشته و ۷ نفر به شدت زخمی شدند. در این حمله که بخشی از یک رگبار موشک‌های بزرگتر بود، دو پهپاد به کار گرفته شدند که یکی بر فراز دریا رهگیری و دیگری به داخل خاک اسرائیل نفوذ کرد.
هیچ آژیری به صدا در نیامد و ارتش اسرائیل اعلام کرده است که در حال بررسی فقدان سیگنال‌های هشدار دهنده است. تیم‌های پزشکی چندین نفر از مجروحان بدحال را با هواپیما به مراکز پزشکی شبا و رامبام منتقل کردند. این حمله در بحبوحه تشدید درگیری اسرائیل و حزب‌الله رخ داد، که در ماه‌های گذشته شاهد مجموعه‌ای از حملات هوایی اسرائیل بود که بسیاری از رهبران ارشد حزب‌الله، از جمله دبیرکل سید حسن نصرالله را از بین برد. علاوه بر این، زرادخانه نظامی و زیرساخت‌های آن به طور قابل توجهی توسط حملات هوایی تخریب شد، که پس از آن حمله زمینی به لبنان انجام شد، که رسماً با هدف تضعیف حزب‌الله و بیرون راندن آن از مرز اسرائیل و لبنان انجام شد.
در ۱۳ اکتبر ۲۰۲۴، حزب‌الله ادعا کرد که «گروهی از پهپادها» را به سمت اسرائیل پرتاب کرده است. این حمله بخشی از یک حمله چندجانبه حزب‌الله بود. سه پهپاد که به عنوان پهپادهای مرصاد-۱ شناسایی شده‌اند، به سمت اسرائیل شلیک شدند. همزمان، موشک‌های کوتاه‌برد به شمال اسرائیل و سه موشک دقیق به حیفا شلیک شد. یکی از این پهپادها توسط نیروی دریایی اسرائیل و دیگری توسط گنبد آهنین سرنگون شد. هواپیمای سوم توسط جت‌ها و هلیکوپترهای نیروی هوایی اسرائیل تعقیب شد که دو بار به سمت آن شلیک کردند اما نتوانستند آن را سرنگون کنند. اقدامات جنگ الکترونیک علیه آن به کار گرفته شد اما آنها نیز شکست خوردند. حدود نیم ساعت قبل از برخورد پهپاد به پایگاه، در ۴۸ کیلومتری (۳۰ مایلی) شمال شرقی عکا از صفحه رادار محو شد و نیروی هوایی اسرائیل فرض کرد که سقوط کرده است. تحقیقات در مورد این حادثه نشان داد که پهپاد برای مدت کوتاهی دوباره به مدت یک دقیقه در رادار ظاهر شد اما به عنوان یک تهدید شناسایی نشد. پلیس همچنین نیروی هوایی اسرائیل را از گزارش‌هایی مبنی بر وجود یک هواپیمای مشکوک بر فراز یقنعم ایلیت مطلع کرد که ممکن است همان پهپاد باشد. این پهپاد سرانجام به یک پایگاه آموزشی تیپ گولانی در نزدیکی بنیامین سقوط کرد و به سالن غذاخوری پایگاه برخورد کرد، در حالی که ده‌ها سرباز در آنجا مشغول صرف شام بودند.
این حادثه منجر به ۴ کشته و ۵۸ زخمی شد که ۴۰ نفر از ۵۸ نفر هنوز روز بعد در بیمارستان بستری هستند. مگن دیوید آدوم گزارش داد که ۴ نفر از پرسنل به شدت زخمی شده‌اند، ۷ نفر به طور جدی و ۱۴ نفر دیگر به طور متوسط مجروح شده‌اند. سه نفر از مجروحان با بالگرد به مرکز درمانی شیبا و دو نفر دیگر به مرکز مراقبت‌های بهداشتی رامبام منتقل شدند. ۳۷ نفر دیگر از پرسنل مجروح با آمبولانس به بیمارستان‌های مختلف منتقل شدند.
کانال ۱۲ اسرائیل گزارش داد که حزب‌الله با شلیک رگباری از موشک‌ها برای پوشش پهپاد، با موفقیت سیستم دفاع هوایی اسرائیل را فریب داده است.
حزب‌الله مسئولیت حمله پهپادی را بر عهده گرفت و اعلام کرد که این حمله در پاسخ به حمله هوایی اسرائیل به باچوره در ۱۰ اکتبر انجام شده است که منجر به کشته شدن ۲۲ نفر و زخمی شدن ۱۱۷ نفر دیگر شد. حزب‌الله اعلام کرد که سربازان نیروهای دفاعی اسرائیل را در پایگاه لجستیکی تسنوبار برای تیپ گولانی در بلندی‌های جولان تحت اشغال اسرائیل هدف قرار داده است، که «در حال آماده شدن برای شرکت در حمله به لبنان بودند».

## تحلیل
این حمله نشان می‌دهد که حزب‌الله در طول جنگ، پدافند هوایی اسرائیل را آزمایش و تاکتیک‌های خود را اصلاح کرده است.